# توصيف كلاين للكرة
في مجال الرياضيات، يعد توصيف كلاين للكرة (Kline sphere characterization)، الذي تمت تسميته بذلك نسبة إلى جون روبرت كلاين، توصيفًا طوبولوجيًا للكرة ثنائية الأبعاد، من حيث ماهية نوع المجموعة الفرعية التي تفصلها. وإثبات هذه الفكرة كان أول إنجاز بارز حققه أر إتش بينج.
إن المنحنى|المنحنى المغلق البسيط الموجود في كرة ثنائية الأبعاد (على سبيل المثال، خط استوائها) يفصل الكرة إلى جزأين عند الإزالة. وإذا قام أحد بإزالة زوج من النقاط من كرة ما، فإن باقي النقاط تظل متصلة. وينص توصيف كلاين للكرة على أن العكس هو الصحيح: إذا تم فصل متسلسلة مترية متصلة محليًا بواسطة أي منحنى مغلق بسيط وليس بواسطة زوج نقاط، فإنها عندئذٍ تكون كرة ثنائية الأبعاد.